# Emmanuel Chauvière
Pour les articles homonymes, voir Chauvière.
Emmanuel Chauvière, né le 13 août 1850 à Gand (Belgique) et mort le 2 juin 1910 à Paris, est un journaliste et homme politique français. 
Militant blanquiste et journaliste sous le Second Empire puis membre de la Commune de Paris, il est contraint à l'exile en Belgique. De retour en France, il participe à la création du Comité révolutionnaire central (CRC) avec Édouard Vaillant puis rejoint le Parti socialiste révolutionnaire (PSR). En 1902, il adhère au Parti socialiste de France (PSF) avant de rejoindre la Section française de l'Internationale ouvrière (SFIO) dès sa création. 

## Biographie
Né en Belgique de parents français, il se lance très jeune dans l'action politique. Blanquiste, il est condamné, en 1868 et 1869, pour des manifestations et des discours contre le régime impérial.

### La Commune de Paris
En 1870, sergent major aux francs-tireurs communards de la Seine, il prend part à l'attaque de la caserne des pompiers de la Villette. Il est fait prisonnier le 4 avril 1871 au plateau de Châtillon,. Il est condamné à cinq ans de prison, qu'il accomplit puis, sous la menace d'une expulsion, il s'enfuit en Belgique en 1876. Il y milite jusqu'en 1882, s'y marie en 1877 et participe à diverses organisations de l'extrême gauche républicaine wallonne.

### De retour en France

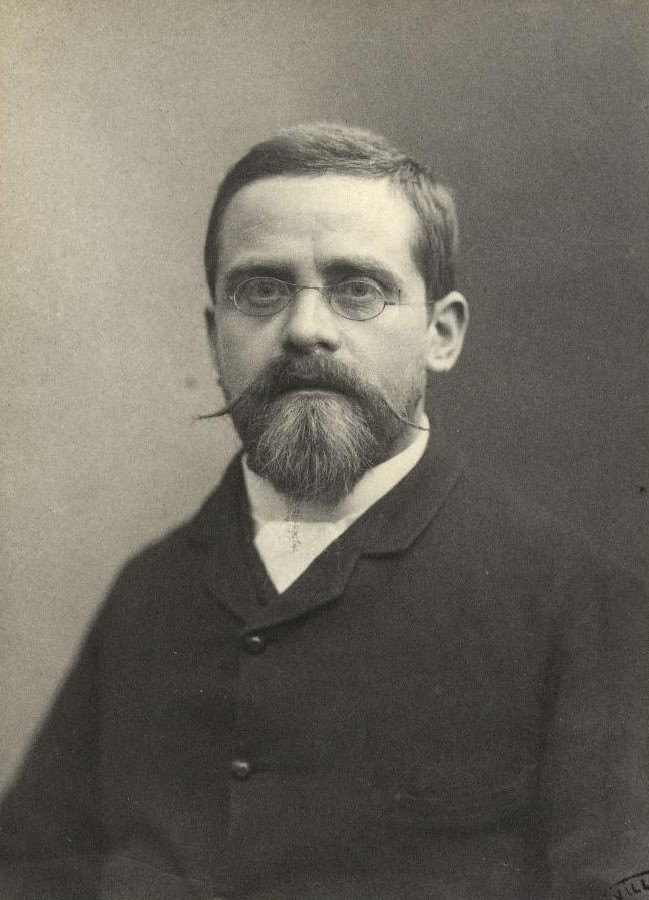
Emmanuel Chauvière vers 1885 photographié par Marius.

Il revient en France bénéficiant de l'amnistie des communards votée par le Parlement en 1880. Il travaille alors à l'Imprimerie nationale comme correcteur d'imprimerie, et collabore à divers journaux de gauche, dont le Cri du peuple, la Lanterne et la Petite République.
Il est conseiller municipal de Paris de 1888 à 1893 et député de la Seine de 1893 à 1910, siégeant sur les bancs socialistes.
Il fut en 1892 le fondateur du Patronage laïque du 15e arrondissement à Paris. Il avait épousé l’anarchiste Maria Toilliez,, directrice de crèches, de dispensaires et d'un sanatorium pour les plus démunis dans le quartier de Javel, dont il a eu Claude, écrivaine.